# Анна Димна
Анна Димна (до шлюбу Дзядик, пол. Dziadyk; * 20 липня 1951, Легниця, Польща) — польська акторка театру Alna, літераторка, ведуча на радіостанції й озвучувачка фільмів.

## Біографія
Народилась у сім'ї з вірменським корінням. У деяких джерелах указано іншу, напевно, помилкову дату народження — 2 липня.
Анна Димна народилася в місті Легниця на кордоні між східними та західними культурами, що відбилося у її багатому родинному спадку. Її батьки, мати Яніна та батько Ян Дзядики. Яніна, економістка за фахом, віддавала перевагу аналізу чисел та фінансових розрахунків, тоді як Ян, інженер. Коли їй було 11 років, вона почала відвідувати заняття в Театрі Яна Новінського, під керівництвом якого вона також розвивала акторську майстерність і навички декламації в наступні роки. Закінчила 7 ЗОШ ім Зофії Налковської в Кракові.
У 1973 році навчався в Державній театральній школі ім. Людвіка Сольського в Кракові. Через те, що під час навчання знімалася в кіно, їй довелося повторити третій курс.
У 1973 році вперше одружилася і змінила прізвище Дзядик на Димна.
Зіграла багато провідних ролей, серед них і роль Маргарити в польській екранізації «Майстер і Маргарита» (1989 року) режисера Мачея Войтишка, що використовував роман Михайла Булгакова «Майстер і Маргарита».
Українському глядачеві запам'яталася в ролі Марисі Вильчур у фільмі режисера Єжи Гоффмана «Знахар» (екранізація 1982 року за однойменним романом Тадеуша Доленги-Мостовича).
З 1971 року фільмується в кіно.
З 1973 року служить у Старому театрі в Кракові.
З 1990 року викладає в Краківськім університеті. 
У 2002 році заснувала Салон поезії у Кракові при театрі, де працює Анна та її нинішній чоловік Кшиштоф. 
Поєднує роботу з благодійною діяльністю. Є засновницею багатьох благодійних акцій і фондів, допомагає біженцям, веде семінари та сеанси арт-терапії для людей з обмеженими можливостями. У 2001 році організувала Фестиваль музики й театру для людей з інвалідністю, який тепер проходить щорічно.

## Нагороди і премії
- У 1994 році — присуджено театральну премію.
- У 2000 році — нагороджено медаллю за благодійність.
- У 2003 році - присуджено літературну премію.
- У 2004 році — нагороджено орденом за благодійність у Фонді дітей-інвалідів.
- У 2006 році — «Жінка року» (щомісячний журнал «Твій стиль» / «Twój Styl»).

## Особисте життя
- Перший чоловік Анни — Вєслав Димний (пол. Wiesław Dymny) був польським актором і сценаристом, старшим за Анну на 15 років. Одружилися в 1973 році, 12 лютого 1978 чоловік загинув.
- Другий чоловік — Збігнев Шота (пол. Zbigniew Szota), одружилася 1983 року, 1989 — розлучилася. 1986 року народила сина Міхала (Michał).
- Нинішній чоловік — Кшиштоф Ожеховський (пол. Krzysztof Orzechowski) — актор і режисер, директор театру в Кракові.

## Фільмографія
- 1971 : «150 на годину» як Аня, дівчина Марсіна
- 1971: «Щасливої дороги, дорогенькі» як Gabrysia
- 1971: «Діамант раджі» в ролі дочки диктатора
- 1971: «Як далеко, як близько» як дівчина
- 1973 : «Яносік» у ролі графині Клариси Горват
- 1973: «Таємниця» як студентка Уршуля
- 1973: «Дорога» як Аня Павляк
- 1974: «Тут крутих немає» як Аня Павловна
- 1974: «Ключе» в ролі Ганки
- 1976 : «Прокажена» за роль Меланії Барської
- 1977: «Пристрасть» у ролі Маґдалена
- 1978 : «До останньої крові» у ролі Аня Гавлік
- 1978: «Комбінатор» у ролі  Лізель
- 1978: «Угорська рапсодія» в ролі Ганни
- 1978: «Весілля не буде» у ролі Маргарет
- 1979 : «До останньої крові» у ролі  Анна Карська
- 1980: «Королева Бона» у ролі Варвара Радзивілл
- 1981 : «Знахар» у ролі Марії Йоланти Вільчур
- 1982 : «Долина Ісса» в ролі Магдалини
- 1983: «Доля» у ролі  Ганна
- 1983: «Від леза до леза» у ролі  Констанція Згурська
- 1984 : «Лицарі та розбійники»  у ролі Констанція Згурська
- 1988: «Майстер і Маргарита» у ролі  Маргарита
- 1994 : «Диявольська освіта» у ролі матері
- 1994: «Пані з камеліями у ролі  Пруденс Дювернуа
- 1994: «Смерть, як скибка хліба» у ролі  дружини шахтаря
- 1995 : «Пестка»  в ролі Терези
- 2000 : «Велика тварина» в ролі Марії Савицької
- 2002 : «Відьмак» в ролі Неннеке
- 2003 : «Без кінця» в ролі мами
- 2003: «Давня легенда. Коли сонце було богом» в ролі Ягі, дружини Віша, мати Дзіви
- 2004 : «Наша вулиця» в ролі мами Янека
- 2005 : «Вєжа» в ролі психотерапевта
- 2005: «Засуджена до блюзу» в ролі Полова, мати Голи
- 2006 : «Кохання в підземному переході» в ролі жінки в золотих окулярах
- 2006: «Самотність в Інтернеті» в ролі мами Наталії
- 2007 : «Перевернута» в ролі Маріоли Жук
- 2008 : «Кур'єр» в ролі Ганни Горжковської
- 2009 : «Блондинка» в ролі травниця Ожогова
- 2010 : «Ліцензія на виховання Павла» в ролі матері
- 2011 : «Страх висоти» в ролі доктора Друч
- 2020 : «Відсутня »в ролі Зоська Гайда
- 2020: «Любителі» в ролі Кшисіка та матері Мері
- 2022 : «Кохання на першій сторінці» в ролі пані Стася
- 2022: «Отець Матеуш» в ролі Ірени Ставської
- 2022: «Велика вода» в ролі Лени Тремер
- 2022: «Джонні» в ролі Хелени Качковської, матері Яна
- 2023 : «Пан Самоходзік і тамплієри» в ролі Ладжми
- 2024 : «Наші власні. Початок» в ролі Печинічі